# Federball

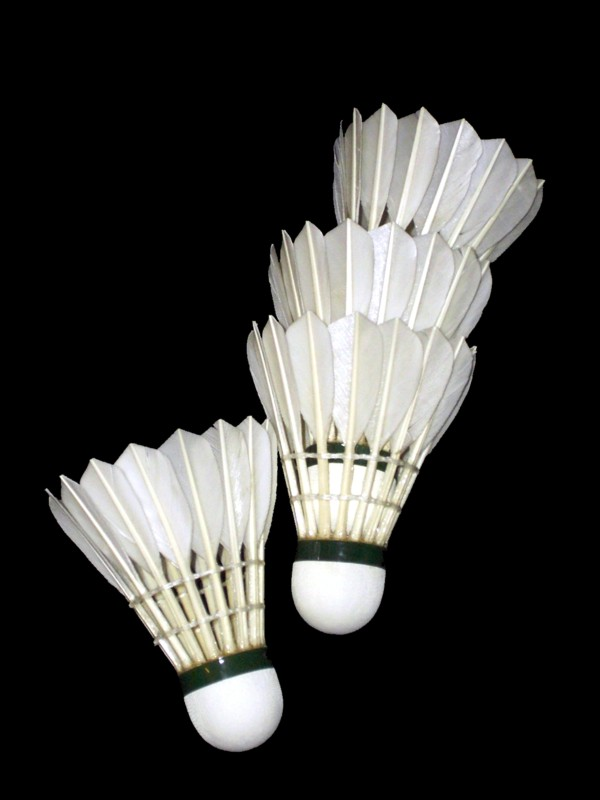
Shuttlecock mit Naturfedern

Als Federball, englisch Shuttlecock bzw. Shuttle-Cock, wird der im Badminton und beim Federball verwendete Ball bezeichnet. Es gibt mit Naturfederbällen und Kunststofffederbällen (auch als Nylonbälle bezeichnet) zwei verschiedene Arten von Federbällen. Im englischsprachigen Raum wird mit Shuttlecock auch das Spiel Federfußball bezeichnet.

## Naturfederbälle
Die gültige Regel definiert einen Federball wie folgt:
- 2.2. Federball:
- 2.2.1. Der Federball muss 16 an der Basis befestigte Federn haben.
- 2.2.2. Die Federn müssen eine einheitliche Länge zwischen 62 mm und 70 mm aufweisen, gemessen von der Spitze bis zur Oberkante der Basis.
- 2.2.3. Die Spitzen der Federn müssen einen Kreis bilden mit einem Durchmesser von 58 bis 68 mm.
- 2.2.4. Die Federn müssen fest mit Zwirn oder einem anderen geeigneten Material befestigt sein.
- 2.2.5. Die Basis muss einen Durchmesser von 25 bis 28 mm haben und unten abgerundet sein.
- 2.2.6. Der Federball muss zwischen 4,74 g und 5,50 g wiegen.

Ein Naturfederball kostet, je nach Qualität, etwa ein bis drei Euro. Üblicherweise werden sie in Rollen zu je einem Dutzend (12 Stück) angeboten. Teure Sorten besitzen einen Naturkork, der vornehmlich aus Portugal stammt. Naturfederbälle sind teilweise in Handarbeit hergestellt. Es werden nur Gänse- und Entenfedern verarbeitet. Gänsefedern sind hochwertiger, brechen aber leichter im Federkiel. Der Kiel von Entenfedern ist stabiler, aber die Federstrahlen sind weniger haltbar und der Ball franst aus. Den Herstellern zufolge werden für Naturfederbälle nur Deckfedern benutzt, die als Nebenprodukt der Geflügelschlachtung anfallen, sodass die Preise für Federbälle direkt von der Nachfrage nach Geflügel abhängen. 

## Kunststofffederbälle

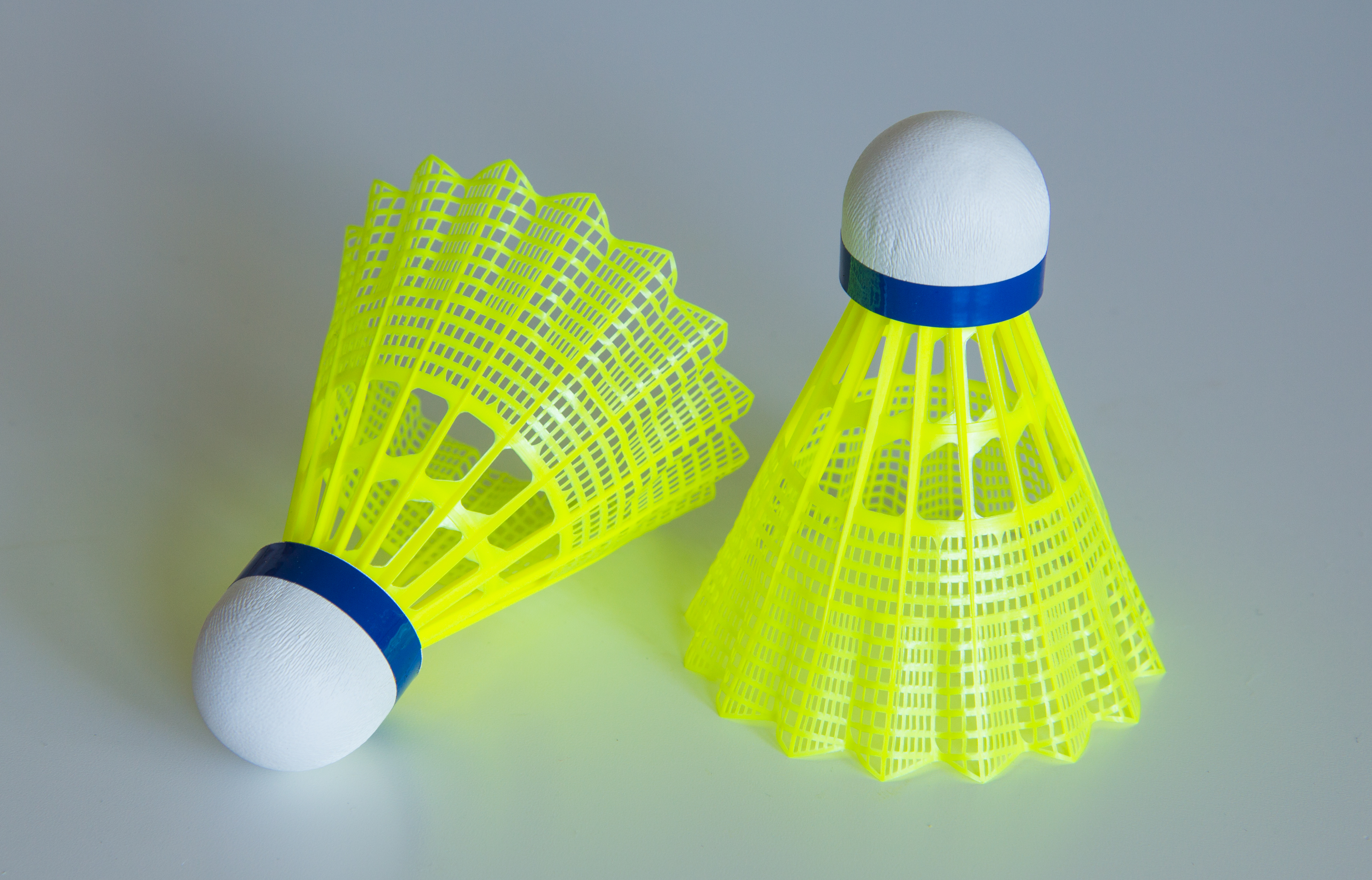
Nylon-Shuttlecocks

Ein Nylon- oder Kunststoffball wird im gültigen Regelwerk wie folgt beschrieben:
- 2.3 Kunststoffball:
- 2.3.1 Der Korb oder die Nachbildung von Federn aus synthetischem Material ersetzt die Naturfedern.
- 2.3.2 Die Basis ist in Regel 2.2.5 beschrieben.
- 2.3.3 Maße und Gewichte müssen wie in den Regeln 2.2.2, 2.2.3 und 2.2.6 sein.

Aufgrund unterschiedlichen spezifischen Gewichts und Verhaltens von synthetischem Material im Vergleich mit Naturfedern ist jedoch eine Abweichung bis zu 10 % akzeptabel. Er weicht durch seinen geringeren Luftwiderstand deutlich von der Flugbahn eines Naturfederballs ab und ähnelt mehr derjenigen einer Wurfparabel. Nylonbälle sind für drei verschiedene Geschwindigkeiten bestimmt, die durch einen Farbring am Korkfuß des Balles gekennzeichnet werden: ‚rot‘ kennzeichnet die höchste Fluggeschwindigkeit, ‚blau‘ die mittlere, grün die niedrigste Geschwindigkeit und gelb als intermediate. Im deutschen Wettkampfwesen wird bis zur zweitniedrigsten Klasse (siehe: Spielklassen im Badminton) teilweise mit Nylonbällen gespielt. In den Klassen darüber werden Federbälle eingesetzt. Großer Beliebtheit erfreut er sich im Hobby- und Freizeitspiel, wo er fast ausschließlich zum Einsatz kommt.

## Flugbahn

Flugbahn eines Federballs bei verschiedenen Abschusswinkeln

Eine Besonderheit von Federball gegenüber anderen Ballspielen ist die vom Luftwiderstand geprägte Flugbahn. Einerseits verlängert dies die Flugdauer, andererseits weicht die Flugbahn stark von der Symmetrie einer Wurfparabel ab – siehe nebenstehende Skizze für eine Anfangsgeschwindigkeit von 65 m/s.
Während ein Golfball bei einem so heftigen Abschlag etwa 200 m weit und auf einer fast symmetrischen Wurfparabel fliegt, fällt ein Federball am Ende seiner Flugbahn fast senkrecht zu Boden -- und zwar schon nach 10 bis 15 m. Außerdem wird die maximale Flugweite nicht bei 45° erreicht, sondern bei einem Startwinkel um 20°. Bei kleineren Anfangsgeschwindigkeiten vergrößert sich dieser Winkel und nähert sich der 45°-Parabel an.

## Balleigenschaften

Tests zur Güte und Geschwindigkeit von Naturfederbällen mithilfe einer Ballmaschine

Durch die unterschiedliche Lagerung, Luftfeuchtigkeit, Umgebungstemperatur, Federdicke und Korkgewicht haben Federbälle in der Regel kein einheitliches Flugverhalten. Naturfederbälle werden deshalb von den Herstellern mithilfe von Ballmaschinen getestet. Die Bälle werden den Geschwindigkeiten und Qualitäten nach Fluglänge und Flugstabilität zugeordnet. In Mitteleuropa ist die Geschwindigkeit 77 grains am gängigsten.
Je kälter die Halle ist, desto höher sollte die Geschwindigkeit sein:
- Hallentemperatur: 26–30 °C – Geschwindigkeit: 76 Grain
- Hallentemperatur: 20–25 °C – Geschwindigkeit: 77 Grain
- Hallentemperatur: 14–19 °C – Geschwindigkeit: 78 Grain

(1 grain = 64,798910 mg)
Zur Feststellung der Flugeigenschaften wird vor jedem Spiel der Ball durchgeschlagen; der Ball wird mit einem „vollen Unterhandschlag“ von der hinteren Aufschlaglinie des Feldes in die gegenüberliegende Feldhälfte geschlagen und die Flugweite festgestellt. Die Regel sagt: „Ein Ball mit korrekter Geschwindigkeit landet nicht weniger als 530 mm und nicht mehr als 990 mm von der gegenüberliegenden rückwärtigen Begrenzungslinie entfernt auf dem Boden“. Kommt der Ball jenseits dieser Grenzen zu Boden, wird er nach Verständigung mit dem Gegner durch ein Knicken der Federn an deren oberen Ende in der Geschwindigkeit angepasst. In der Regel sind Bälle zu schnell, dann werden die Federn am oberen Ende nach außen geknickt, um sie langsamer zu machen.
Für das Knicken gibt es verschiedene Regeln:
- jede Feder knicken,
- jede vierte Feder nicht knicken,
- jede zweite Feder knicken, sowie
- jede vierte Feder knicken.

Ein geknickter Ball geht schneller kaputt als ein unveränderter Ball. Daher sollten besser Bälle mit der richtigen Geschwindigkeit gekauft werden.
Im Spiel erreicht ein Ball bis ca. 400 km/h. In einem Doppel kann der Ball mitunter in 20 Sekunden 40- bis 50-mal geschlagen werden. Der Weltrekord beim Smash liegt bei 493 km/h.

## Hersteller
Bekannte Hersteller sind:
- Li Ning (China)
- RSL (Großbritannien)
- Oliver (Australien)
- Victor (Taiwan)
- Yonex (Japan)